# Top Marques Monaco
Top Marques Monaco é uma exposição automobilística que ocorre anualmente em Monaco, reunindo apenas marcas de alto luxo.